# De Bellis Antiquitatis
De Bellis Antiquitatis (DBA) – gra bitewna (ang. wargames – gry wojenne lub Wargaming)
Zbiór przepisów DBA pozwala rozegrać bitwy historyczne z okresu od 3000 roku p.n.e. do 1485 roku n.e..
DBA to pierwszy system z rodziny figurkowych gier wojennych DBx których wydawcą jest Wargames Research Group. W skład serii DBx wchodzą między innymi De Bellis Multitudinis – DBM (rozszerzone przepisy DBA), Hordes of the Things (wersja fantasy),oraz De Bellis Renationis – DBR (zasady do rozgrywania potyczek z okresu 1494-1700)

## Wyposażenie do gry i skale
Figurki i skala modeli
Przepisy mogą być używane z jakąkolwiek skalą figurek lub modeli. Skala 15mm jest najbardziej powszechną skalą. Skala 25mm jest idealna przy pokazach gier na konwentach, pozwalając oglądającym lepiej widzieć co dzieje się na stole oraz ułatwia szczegółowe pomalowanie. Dużo rzadziej używa się figur wykonanych w skalach 10mm, 6mm i 2mm.
Pole gry i skala terenu
DBA pozwala graczom na wybór skali figurek, którymi chcą walczyć (od 2 do 25 mm). Dla figurek 25 mm zalecaną wielkością pola walki jest kwadrat 90 × 90 cm, a przy figurkach mniejszej skali kwadrat 60 × 60 cm. Ruch poszczególnych elementów reprezentujących najmniejszy oddział zdolny walczyć samodzielnie odbywa się w krokach (gdzie krok wynosi 0,75 metra i według autorów nie
zmieniał się). Skala terenu zmienia się wraz z rozmiarem reprezentowanej armii, gdy są używane figurki w skali 15 mm lub mniejsze 100 kroków uznawane jest za odpowiednik 25 mm lub 1cal w czasie gry. Jeśli używane są figurki 25 mm 100 kroków odpowiada 40 mm. Pomiar odległości na stole powinien odbywać się za pomocą miarki o długości 600 kroków zaznaczonymi odstępami co 100 kroków.
Wielkość armii
Każdy element składa się z cienkiej prostokątnej podstawki, na której są umieszczone figurki. W zależności od rodzaju broni każdy element odzwierciedla grupę liczącą 1000 – 1200 żołnierzy, jeżeli na podstawce są umieszczone 4 figurki. Jeśli na  podstawce są 3, 5 lub 6 figurek to odzwierciedla on 750 – 900. Jeśli na podstawce są 2 figurki to reprezentuje on 500 – 600 żołnierzy. Elementy
zawierające pojedynczy model reprezentują do 25 słoni lub 50 rydwanów, wozów bojowych lub elementów artylerii. W zależności od skali figurek i rodzaju broni reprezentowanego przez element różna jest jego głębokość.
Skala czasu
Gra składa się z tur wykonywanych na przemian przez graczy i odzwierciedla w przybliżeniu 15 minut rzeczywistego czasu.

## Geneza gry
Przepisy DBA wywodzą się z eksperymentalnego zestawu przepisów do bitew pomiędzy Rzymianami i Galami przedstawionymi przez Phila Barkera w 1988 roku na konferencji Towarzystwa Starożytności. Przedstawienie przepisów na konkursie w 1989 roku zwanych "De Bellis Societatis Antiquorum" okazało się być sporym sukcesem. "De Bellis Antiquitatis" jest handlową wersją przepisów, gdzie został rozszerzony system walk, zostało dodanych kilka dodatkowych grup i typów oddziałów. Przepisy zawierają pełniejsze objaśnienie i wytłumaczenie procedur i filozofii niż przedstawione wcześniej przepisy na dwóch stronach wraz z układem informacji, systemem kampanii przedstawionym przez Richarda Bodleya Scotta wraz z jego sugestiami dla wszystkich najważniejszych wojsk między 3000 rokiem przed naszą erą i 1485 rokiem naszej ery. System DBA prezentuje najbardziej wpływową dla gier wojennych regułę ustaloną w ostatnich czasach. Przepisy te są wprowadzeniem do bardziej złożonego systemu nazwanego "De Bellis Multitudinis" z 1993 roku, zwanym w skrócie DBM i używanych na popularnych konwentach w USA.
Edycje
- DBA 1.0, 1990
- DBA 1.1, Marzec 1995
- DBA 1.2, 1998
- DBA 1.22,1999
- DBA 2.0, Luty 2001
- DBA 2.1, 2003
- DBA 2.2, Styczeń 2004 (aktualna wersja)